# アンダース・ヨハンソン
アンダース・ヨハンソン (Anders Johansson 1962年5月25日 - )は、スウェーデン・ヨーテボリ生まれのヘヴィメタル・ドラマー。父はジャズピアニストのヤン・ヨハンソン、実弟はフィンランドのパワーメタルバンド「ストラトヴァリウス」のキーボーディスト・イェンス・ヨハンソン。

## プロフィール
- 幼少期から弟のイェンスと共にピアノを習っていたが、14歳の頃に自転車事故を起こしたのをきっかけに母親からドラムセットを買い与えられ、ドラマーにスイッチする。1979年から1982年まで大学院で電子工学を学んでいた。
- 1982年、イェンスと共にジャズフュージョンバンド『Slem』を脱退し、ヘヴィメタルバンドのシルヴァー・マウンテンに参加。1982年から1983年はスウェーデン海軍に在籍。1984年、カリフォルニアへ渡り、前年に渡米したイェンスが加入したイングヴェイ・マルムスティーンのバンドであるライジング・フォースにドラマーとして加入。アルバム『マーチング・アウト』より5枚のアルバムに参加し、それに伴う世界ツアーにも参加したが、『オデッセイ』当時のヴォーカリストであるジョー・リン・ターナーとアンダースとイェンスが音楽的に対立。1989年、オデッセイツアーを最後にイェンスは脱退しディオに加入。アンダースも遅れて脱退、スウェーデンに帰国した。ヨハンソン兄弟が在籍していた頃のライジング・フォースが黄金期であったと評価されている。
- その後はスタジオミュージシャンやセッションドラマーとして活動。1990年代はイェンスと共にヨハンソンブラザーズとしてソロ活動に精を出しており、ジンジャー・ベイカーとも共演している。1999年にスウェーデンのパワーメタルバンド、ハンマーフォールにセッションメンバーとして2000年のLegacyツアーから参加したが、後に正式メンバーとなる。近年はスウェーデンのヘヴィメタルバンドNarniaにも参加している。
- 2004年にイェンスが加入しているストラトヴァリウスのドラマーヨルグ・マイケルが一時期脱退してしまった際には、サポートメンバーとして参加することになったが、音楽性の違いや気難しいティモ・トルキとそりが合わないことや、ハンマーフォールとの両立が難しいために、ライブ活動も音源を残す事もなく1週間ほどで脱退したことがある。
- 弟のイェンスと共に設立したヘプタゴン・レコードから、父親のヤン・ヨハンソンの音源をCD化したり、スウェーデンの若いミュージシャンを発掘しデビューさせている。
- 既婚者であり、夫人との間に二子がいる。
- 身長は194センチ、テコンドーを趣味としている筋肉質でかなり大柄な体つきであるが、ドラムプレイはパワフルさよりも手数が多めのテクニカルなプレイを得意とする。
- イェンスと共にいたずら好きな性格で知られており、2014年まで所属したハンマーフォールのオフィシャルフォトでは一人だけ変顔をして写真に写ったり、ハンマーフォールのオフィシャルマイスペースには、愉快な動画が掲載されている。

## ディスコグラフィ

### シルヴァー・マウンテン
- 『シェイキン・ブレインズ』 - Shakin' Brains (1983年)
- 『ブレイキン・チェインズ』 - Breakin' Chains (2001年)

### イングヴェイ・マルムスティーン
- 『マーチング・アウト』 - Marching Out (1985年)
- 『トリロジー』 - Trilogy (1986年)
- 『オデッセイ』 - Odyssey (1988年)
- 『トライアル・バイ・ファイアー：ライヴ・イン・レニングラード』 - Trial By Fire (1989年)
- 『インスピレーション』 - Inspiration (1996年)

### ソロ名義 ヨハンソンブラザーズ名義 イェンス・ヨハンソンのプロジェクト
- イェンス・ヨハンソン : 『飛べない創造物』 - Fjäderlösa Tvåfotingar (1991年)
- Shu-Tka (1992年)
- The Johansson Brothers (1994年)
- Jonas Hellborg, Jens Johansson, Bill Laswell: Raf/Ode to a tractor (1994年)
- Ten Seasons (1995年)
- Anders Johansson, Jens Johansson and Allan Holdsworth : 『ヘヴィ・マシナリー』 - Heavy Machinery (1996年)
- Anders Johansson : Red Shift (1997年)
- Johansson : Sonic Winter (1997年)
- 『フィション』 - Fission (1998年)
- Johansson : The Last Viking (1999年)
- A. Johansson & J. Hydén : Elvis Pelvis (2000年)
- Jonas Hellborg, V. Selvaganesh, IA Eklundh, Jens Johansson: Art Metal (2007年)

### ハンマーフォール
- 『レネゲイド』 - Renegade (2000年)
- 『クリムゾン・サンダー』 - Crimson Thunder (2002年)
- 『ワン・クリムゾン・ナイト』 - One Crimson Night (2004年) ※ライブ・アルバム
- 『チャプター・ファイヴ：アンベント、アンバウド、アンブロウクン』 - Chapter V:Unbent, Unbowed, Unbroken (2005年)
- 『スレッショルド』 - Threshold (2006年)
- 『スティール・ミーツ・スティール - テン・イヤーズ・オヴ・グローリー』 - Steel Meets Steel: Ten Years of Glory (2007年) ※ベスト・アルバム
- 『マスターピーシズ』 - Masterpieces (2008年) ※カヴァー・アルバム
- 『ノー・サクリファイス、ノー・ヴィクトリー』 - No Sacrifice, No Victory (2009年)
- 『インフェクテッド』 - Infected (2011年)
- 『レヴォリューション』 - (r)Evolution (2014年)

### その他のプロジェクト
- Sökarna Soundtrack (1992年)
- Billionairs Boys Club: Something wicked comes (1993年)
- Postgirots julskiva (1993年)
- Snake Charmer: Smoke and Mirrors (1993年)
- Keegan: Agony in Despair (1993年)
- Benny Jansson: Virtual Humanity (1994年)
- Shining Path w. Gary Mudbone Cooper: No nother world (1994年)
- Robert Blennerhed: Seven (1994年)
- Jonas Hellborg Group: E (1994年)
- Dave Nerge's Bulldog: The return of Mr. Nasty (1995年)
- Colabotten: Gruvtolvan (1995年)
- Svullo: Radio KRM (1996年)
- Martin Svensson: Pojkdrömmar (1997年)
- Mansson: Arch of Decadence (1997年)
- Aces High: Pull no punces (1998年)
- Benny Jansson: Flume Ride (1999年)
- Aces High: Forgive and forget (2001年)
- Empire: Hypnotica (2001年)
- Jason Becker trib: Warmth in the wilderness (2001年)
- Yonna: Heartbeat (2002年)
- Winterlong: The second comming (2003年)
- Snake Charmer: Backyard Boogaloo (2003年)
- Magnus Rosén: Imagine a place (2003年)
- Mistheria: Messenger of the god (2004年)
- Owe Thörnqvist: Recovered (2005年)
- Empire: Trading Souls (2003年)
- Narnia: The great fall (2003年)
- Planet Alliance: Planet Alliance (2006年)
- Janne Stark: Mountain of Power (2007年)